# 蒂斯河畔索納比
提斯河畔索納比（英語：Thornaby-on-Tees）是英格蘭北約克郡的一個城鎮和民政教區，位於提斯河的南岸，蒂斯河畔斯托克頓東南3英里（4.8），米德爾斯堡西南4英里（6.4）。據2011年英國人口普查，提斯河畔索納比有人口24,741人。